# 브라이트 아다에
브라이트 아다에(영어: Bright Addae, 1992년 12월 19일 ~ )는 가나의 축구 선수로서 포지션은 수비수이다.